# Liste der ehemaligen Gemeinden in Island
Diese Liste der ehemaligen Gemeinden in Island gibt einen Übersicht wie sich die Anzahl der Gemeinden in Island von 229 im Jahre 1950 auf jetzt deutlich weniger als ein Drittel reduziert hat.
Weitere Zusammenschlüsse sind möglich.
Unterhalb der Liste der Zusammenschlüsse ist eine weitere mit Aufteilungen aus den früheren Jahren.
Es gibt jeweils Abschnitte der verschiedenen Landesteile.
Oben in den Abschnitten stehen die neuesten Veränderungen.
Bei den einzelnen Veränderungen sind die Gemeinden alphabetisch sortiert.
Da im deutschen nicht alle ehemaligen isländischen Gemeinden einen Artikel haben, werden auch die Artikel im isländischen Wikipedia verlinkt.
Wenn es im deutschen Wikipedia keinen Artikel zu den Gemeinden gibt, wird ein Ort oder eine Landschaft in der Gemeinde in die Tabelle eingetragen, damit es wenigstens einen Bezug gibt.

## Gemeindezusammenschlüsse

### Hauptstadtgebiet / Höfuðborgarsvæðið
| ältere Gemeinden  | ältere Gemeinden | jüngere Gemeinde | jüngere Gemeinde | Datum      |
| im Is-Wiki        | im De-Wiki       | im Is-Wiki       | im De-Wiki       | Datum      |
| ----------------- | ---------------- | ---------------- | ---------------- | ---------- |
| Bessastaðahreppur | Álftanes         | Garðahreppur     | Garðabær         | 01.01.2013 |
| Garðahreppur      | Garðabær         | Garðahreppur     | Garðabær         | 01.01.2013 |

### Südwestisland / Suðurnes
| ältere Gemeinden      | ältere Gemeinden | jüngere Gemeinde | jüngere Gemeinde | Datum      |
| im Is-Wiki            | im De-Wiki       | im Is-Wiki       | im De-Wiki       | Datum      |
| --------------------- | ---------------- | ---------------- | ---------------- | ---------- |
| Sveitarfélagið Garður | Garður           | Suðurnesjabær    | Suðurnesjabær    | 10.06.2018 |
| Sandgerði             | Sandgerði        | Suðurnesjabær    | Suðurnesjabær    | 10.06.2018 |

### Westisland / Vesturland
| ältere Gemeinden           | ältere Gemeinden | jüngere Gemeinde | jüngere Gemeinde | Datum      |
| im Is-Wiki                 | im De-Wiki       | im Is-Wiki       | im De-Wiki       | Datum      |
| -------------------------- | ---------------- | ---------------- | ---------------- | ---------- |
| Helgafellssveit            | Helgafellssveit  | Stykkishólmur    | Stykkishólmur    | 29.05.2022 |
| Stykkishólmur              |                  | Stykkishólmur    | Stykkishólmur    | 29.05.2022 |
| Hvalfjarðarstrandarhreppur |                  | Hvalfjarðarsveit | Hvalfjarðarsveit | 27.05.2006 |
| Innri-Akraneshreppur       |                  | Hvalfjarðarsveit | Hvalfjarðarsveit | 27.05.2006 |
| Leirár- og Melahreppur     |                  | Hvalfjarðarsveit | Hvalfjarðarsveit | 27.05.2006 |
| Skilmannahreppur           |                  | Hvalfjarðarsveit | Hvalfjarðarsveit | 27.05.2006 |
| Borgarfjarðarsveit         |                  | Borgarbyggð      | Borgarbyggð      | 10.06.2006 |
| Hvítársíðuhreppur          |                  | Borgarbyggð      | Borgarbyggð      | 10.06.2006 |
| Kolbeinsstaðahreppur       |                  | Borgarbyggð      | Borgarbyggð      | 10.06.2006 |
| Skorradalshreppur          | Skorradalur      | Borgarbyggð      | Borgarbyggð      | 10.06.2006 |
| Álftaneshreppur            |                  | Borgarbyggð      | Borgarbyggð      | 07.06.1998 |
| Borgarhreppur              |                  | Borgarbyggð      | Borgarbyggð      | 07.06.1998 |
| Þverárhlíðarhreppur        |                  | Borgarbyggð      | Borgarbyggð      | 07.06.1998 |
| Borgarnesbær               | Borgarnes        | Borgarbyggð      | Borgarbyggð      | 11.06.1994 |
| Hraunhreppur               |                  | Borgarbyggð      | Borgarbyggð      | 11.06.1994 |
| Norðurárdalshreppur        |                  | Borgarbyggð      | Borgarbyggð      | 11.06.1994 |
| Stafholtstungnahreppur     |                  | Borgarbyggð      | Borgarbyggð      | 11.06.1994 |
| Saurbæjarhreppur           |                  | Dalabyggð        | Dalabyggð        | 10.06.2006 |
| Skógarstrandarhreppur      |                  | Dalabyggð        | Dalabyggð        | 01.01.1998 |
| Fellsstrandarhreppur       |                  | Dalabyggð        | Dalabyggð        | 11.06.1994 |
| Haukadalshreppur           |                  | Dalabyggð        | Dalabyggð        | 11.06.1994 |
| Hvammshreppur              |                  | Dalabyggð        | Dalabyggð        | 11.06.1994 |
| Laxárdalshreppur           |                  | Dalabyggð        | Dalabyggð        | 11.06.1994 |
| Skarðshreppur              |                  | Dalabyggð        | Dalabyggð        | 11.06.1994 |
| Suðurdalahreppur           |                  | Dalabyggð        | Dalabyggð        | 11.06.1994 |
| Breiðuvíkurhreppur         |                  | Snæfellsbær      | Snæfellsbær      | 11.06.1994 |
| Neshreppur utan Ennis      |                  | Snæfellsbær      | Snæfellsbær      | 11.06.1994 |
| Ólafsvíkurkaupstaður       | Ólafsvík         | Snæfellsbær      | Snæfellsbær      | 11.06.1994 |
| Staðarsveit                | Staðarsveit      | Snæfellsbær      | Snæfellsbær      | 11.06.1994 |

### Westfjorde / Vestfirðir
| ältere Gemeinden      | ältere Gemeinden | jüngere Gemeinde | jüngere Gemeinde | Datum      |
| im Is-Wiki            | im De-Wiki       | im Is-Wiki       | im De-Wiki       | Datum      |
| --------------------- | ---------------- | ---------------- | ---------------- | ---------- |
| Broddaneshreppur      |                  | Strandabyggð     | Strandabyggð     | 10.06.2006 |
| Hólmavíkurhreppur     | Hólmavík         | Strandabyggð     | Strandabyggð     | 10.06.2006 |
| Flateyrarhreppur      |                  | Ísafjarðarbær    | Ísafjarðarbær    | 01.06.1996 |
| Ísafjarðarkaupstaður  | Ísafjörður       | Ísafjarðarbær    | Ísafjarðarbær    | 01.06.1996 |
| Mosvallahreppur       |                  | Ísafjarðarbær    | Ísafjarðarbær    | 01.06.1996 |
| Mýrahreppur           |                  | Ísafjarðarbær    | Ísafjarðarbær    | 01.06.1996 |
| Suðureyrarhreppur     |                  | Ísafjarðarbær    | Ísafjarðarbær    | 01.06.1996 |
| Þingeyrarhreppur      |                  | Ísafjarðarbær    | Ísafjarðarbær    | 01.06.1996 |
| Ögurhreppur           |                  | Súðavíkurhreppur | Súðavík          | 01.01.1995 |
| Reykjarfjarðarhreppur | Reykjarfjörður   | Súðavíkurhreppur | Súðavík          | 01.01.1995 |
| Súðavíkurhreppur      | Súðavík          | Súðavíkurhreppur | Súðavík          | 01.01.1995 |
| Barðastrandarhreppur  |                  | Vesturbyggð      | Vesturbyggð      | 11.06.1994 |
| Rauðasandshreppur     |                  | Vesturbyggð      | Vesturbyggð      | 11.06.1994 |
| Bíldudalshreppur      | Bíldudalur       | Vesturbyggð      | Vesturbyggð      | 11.06.1994 |
| Patrekshreppur        |                  | Vesturbyggð      | Vesturbyggð      | 11.06.1994 |
| Tálknafjarðarhreppur  | Tálknafjörður    | Vesturbyggð      | Vesturbyggð      | 19.05.2024 |
| Fellshreppur          |                  | Broddaneshreppur |                  | 01.01.1992 |
| Óspakseyrarhreppur    |                  | Broddaneshreppur |                  | 01.01.1992 |
| Flateyjarhreppur      |                  | Reykhólahreppur  | Reykhólahreppur  | 04.07.1987 |
| Geiradalshreppur      |                  | Reykhólahreppur  | Reykhólahreppur  | 04.07.1987 |
| Gufudalshreppur       |                  | Reykhólahreppur  | Reykhólahreppur  | 04.07.1987 |
| Múlahreppur           |                  | Reykhólahreppur  | Reykhólahreppur  | 04.07.1987 |

### Nordwestisland / Norðurland vestra
| ältere Gemeinden            | ältere Gemeinden | jüngere Gemeinde            | jüngere Gemeinde | Datum      |
| im Is-Wiki                  | im De-Wiki       | im Is-Wiki                  | im De-Wiki       | Datum      |
| --------------------------- | ---------------- | --------------------------- | ---------------- | ---------- |
| Akrahreppur                 | Akrahreppur      | Skagafjörður                | Skagafjörður     | 14.05.2022 |
| Sveitarfélagið Skagafjörður | Skagafjörður     | Skagafjörður                | Skagafjörður     | 14.05.2022 |
| Skagabyggð                  | Skagabyggð       | Húnabyggð                   | Húnabyggð        | 01.08.2024 |
| Blönduósbær                 | Blönduós         | Húnabyggð                   | Húnabyggð        | 14.05.2022 |
| Húnavatnshreppur            | Húnavatn         | Húnabyggð                   | Húnabyggð        | 14.05.2022 |
| Vindhælishreppur            |                  | Skagabyggð                  | Skagabyggð       | 31.12.2001 |
| Skagahreppur                |                  | Skagabyggð                  | Skagabyggð       | 31.12.2001 |
| Bæjarhreppur                |                  | Húnaþing vestra             | Húnaþing vestra  | 01.01.2012 |
| Fremri-Torfustaðahreppur    |                  | Húnaþing vestra             | Húnaþing vestra  | 07.06.1998 |
| Hvammstangahreppur          | Hvammstangi      | Húnaþing vestra             | Húnaþing vestra  | 07.06.1998 |
| Kirkjuhvammshreppur         |                  | Húnaþing vestra             | Húnaþing vestra  | 07.06.1998 |
| Staðarhreppur               |                  | Húnaþing vestra             | Húnaþing vestra  | 07.06.1998 |
| Ytri-Torfustaðahreppur      |                  | Húnaþing vestra             | Húnaþing vestra  | 07.06.1998 |
| Þorkelshólshreppur          |                  | Húnaþing vestra             | Húnaþing vestra  | 07.06.1998 |
| Þverárhreppur               |                  | Húnaþing vestra             | Húnaþing vestra  | 07.06.1998 |
| Bólstaðarhlíðarhreppur      |                  | Húnavatnshreppur            | Húnavatn         | 01.01.2006 |
| Sveinsstaðahreppur          |                  | Húnavatnshreppur            | Húnavatn         | 01.01.2006 |
| Svínavatnshreppur           |                  | Húnavatnshreppur            | Húnavatn         | 01.01.2006 |
| Torfalækjarhreppur          |                  | Húnavatnshreppur            | Húnavatn         | 01.01.2006 |
| Fljótahreppur               |                  | Sveitarfélagið Skagafjörður | Skagafjörður     | 06.06.1998 |
| Hofshreppur                 | Hofsós           | Sveitarfélagið Skagafjörður | Skagafjörður     | 06.06.1998 |
| Hólahreppur                 | Hólar            | Sveitarfélagið Skagafjörður | Skagafjörður     | 06.06.1998 |
| Lýtingsstaðahreppur         |                  | Sveitarfélagið Skagafjörður | Skagafjörður     | 06.06.1998 |
| Rípurhreppur                |                  | Sveitarfélagið Skagafjörður | Skagafjörður     | 06.06.1998 |
| Sauðárkrókskaupstaður       | Sauðárkrókur     | Sveitarfélagið Skagafjörður | Skagafjörður     | 06.06.1998 |
| Seyluhreppur                | Glaumbær         | Sveitarfélagið Skagafjörður | Skagafjörður     | 06.06.1998 |
| Skarðshreppur               |                  | Sveitarfélagið Skagafjörður | Skagafjörður     | 06.06.1998 |
| Skefilsstaðahreppur         |                  | Sveitarfélagið Skagafjörður | Skagafjörður     | 06.06.1998 |
| Staðarhreppur               |                  | Sveitarfélagið Skagafjörður | Skagafjörður     | 06.06.1998 |
| Viðvíkurhreppur             |                  | Sveitarfélagið Skagafjörður | Skagafjörður     | 06.06.1998 |

### Nordostisland / Norðurland eystra
| ältere Gemeinden    | ältere Gemeinden | jüngere Gemeinde | jüngere Gemeinde | Datum      |
| im Is-Wiki          | im De-Wiki       | im Is-Wiki       | im De-Wiki       | Datum      |
| ------------------- | ---------------- | ---------------- | ---------------- | ---------- |
| Skútustaðahreppur   | Skútustaðir      | Þingeyjarsveit   | Þingeyjarsveit   | 14.05.2022 |
| Þingeyjarsveit      | Þingeyjarsveit   | Þingeyjarsveit   | Þingeyjarsveit   | 14.05.2022 |
| Svalbarðshreppur    | Svalbarð         | Langanesbyggð    | Langanesbyggð    | 2022       |
| Skeggjastaðahreppur | Bakkafjörður     | Langanesbyggð    | Langanesbyggð    | 10.06.2006 |
| Þórshafnarhreppur   | Þórshöfn         | Langanesbyggð    | Langanesbyggð    | 10.06.2006 |
| Arnarneshreppur     |                  | Hörgársveit      | Hörgársveit      | 12.06.2010 |
| - - -               | Hörgárbyggð      | Hörgársveit      | Hörgársveit      | 12.06.2010 |
| Siglufjörður        | Siglufjörður     | Fjallabyggð      | Fjallabyggð      | 11.06.2006 |
| Ólafsfjörður        | Ólafsfjörður     | Fjallabyggð      | Fjallabyggð      | 11.06.2006 |
| Húsavík             | Húsavík          | Norðurþing       | Norðurþing       | 10.06.2006 |
| Kelduneshreppur     | Keldunes         | Norðurþing       | Norðurþing       | 10.06.2006 |
| Öxarfjarðarhreppur  | Öxarfjörður      | Norðurþing       | Norðurþing       | 10.06.2006 |
| Raufarhöfn          | Raufarhöfn       | Norðurþing       | Norðurþing       | 10.06.2006 |
| Bárðdælahreppur     |                  | Þingeyjarsveit   | Þingeyjarsveit   | 09.06.2002 |
| Hálshreppur         | Fnjóskadalur     | Þingeyjarsveit   | Þingeyjarsveit   | 09.06.2002 |
| Ljósavatnshreppur   | Ljósavatn        | Þingeyjarsveit   | Þingeyjarsveit   | 09.06.2002 |
| Reykdælahreppur     |                  | Þingeyjarsveit   | Þingeyjarsveit   | 09.06.2002 |
| Glæsibæjarhreppur   |                  | - - -            | Hörgárbyggð      | 01.01.2001 |
| Öxnadalshreppur     | Öxnadalur        | - - -            | Hörgárbyggð      | 01.01.2001 |
| Skriðuhreppur       |                  | - - -            | Hörgárbyggð      | 01.01.2001 |

### Ostisland / Austurland
| ältere Gemeinden               | ältere Gemeinden    | jüngere Gemeinde | jüngere Gemeinde | Datum      |
| im Is-Wiki                     | im De-Wiki          | im Is-Wiki       | im De-Wiki       | Datum      |
| ------------------------------ | ------------------- | ---------------- | ---------------- | ---------- |
| Borgarfjarðarhreppur           | Borgarfjörður       | Múlaþing         | Múlaþing         | 14.10.2020 |
| Djúpavogshreppur               | Djúpivogur          | Múlaþing         | Múlaþing         | 14.10.2020 |
| Sveitarfélagið Fljótsdalshérað | Fljótsdalshérað     | Múlaþing         | Múlaþing         | 14.10.2020 |
| Seyðisfjarðarkaupstaður        | Seyðisfjörður       | Múlaþing         | Múlaþing         | 14.10.2020 |
| Breiðdalshreppur               | Breiðdalsvík        | Fjarðabyggð      | Fjarðabyggð      | Juni 2018  |
| Austurbyggð                    | Austurbyggð         | Fjarðabyggð      | Fjarðabyggð      | 09.06.2006 |
| Fáskrúðsfjarðarhreppur         | Fáskrúðsfjörður     | Fjarðabyggð      | Fjarðabyggð      | 09.06.2006 |
| Eskifjarðarkaupstaður          | Eskifjörður         | Fjarðabyggð      | Fjarðabyggð      | 09.06.2006 |
| Mjóifjörður (Austfjörðum)      | Mjóifjörður         | Fjarðabyggð      | Fjarðabyggð      | 09.06.2006 |
| Eskifjarðarkaupstaður          | Eskifjörður         | Fjarðabyggð      | Fjarðabyggð      | 07.06.1998 |
| Neskaupstaður                  | Neskaupstaður       | Fjarðabyggð      | Fjarðabyggð      | 07.06.1998 |
| Reyðarfjarðarhreppur           | Reyðarfjörður       | Fjarðabyggð      | Fjarðabyggð      | 07.06.1998 |
| Austur-Hérað                   | Austur-Hérað        | Fljótsdalshérað  | Fljótsdalshérað  | 01.11.2004 |
| Fellahreppur                   | Fellabær            | Fljótsdalshérað  | Fljótsdalshérað  | 01.11.2004 |
| Norður-Hérað                   | Norður-Hérað        | Fljótsdalshérað  | Fljótsdalshérað  | 01.11.2004 |
| Búðahreppur                    | Búdir               | Austurbyggð      | Austurbyggð      | 01.10.2003 |
| Stöðvarhreppur                 | Stöðvarfjörður      | Austurbyggð      | Austurbyggð      | 01.10.2003 |
| Egilsstaðabær                  | Egilsstaðir         | Austur-Hérað     | Austur-Hérað     | 07.06.1998 |
| - - -                          | Eiðahreppur         | Austur-Hérað     | Austur-Hérað     | 07.06.1998 |
| - - -                          | Hjaltastaðarhreppur | Austur-Hérað     | Austur-Hérað     | 07.06.1998 |
| Skriðdalshreppur               |                     | Austur-Hérað     | Austur-Hérað     | 07.06.1998 |
| - - -                          | Vallahreppur        | Austur-Hérað     | Austur-Hérað     | 07.06.1998 |
| Hlíðarhreppur                  |                     | Norður-Hérað     | Norður-Hérað     | 27.12.1997 |
| Jökuldalshreppur               |                     | Norður-Hérað     | Norður-Hérað     | 27.12.1997 |
| Tunguhreppur                   | Tunguhreppur        | Norður-Hérað     | Norður-Hérað     | 27.12.1997 |
| Borgarfjarðarhreppur           | Borgarfjörður       | Borgarfjörður    | Borgarfjörður    | 01.01.1973 |
| Loðmundarfjarðarhreppur        | Loðmundarfjörður    | Borgarfjörður    | Borgarfjörður    | 01.01.1973 |

### Südisland / Suðurland
| ältere Gemeinden         | ältere Gemeinden | jüngere Gemeinde      | jüngere Gemeinde  | Datum      |
| im Is-Wiki               | im De-Wiki       | im Is-Wiki            | im De-Wiki        | Datum      |
| ------------------------ | ---------------- | --------------------- | ----------------- | ---------- |
| Gaulverjabæjarhreppur    |                  | Flóahreppur           | Flóahreppur       | 10.06.2006 |
| Hraungerðishreppur       |                  | Flóahreppur           | Flóahreppur       | 10.06.2006 |
| Villingaholtshreppur     |                  | Flóahreppur           | Flóahreppur       | 10.06.2006 |
| Austur-Eyjafjallahreppur |                  | Rangárþing eystra     | Rangárþing eystra | 09.06.2002 |
| Vestur-Eyjafjallahreppur |                  | Rangárþing eystra     | Rangárþing eystra | 09.06.2002 |
| Austur-Landeyjahreppur   |                  | Rangárþing eystra     | Rangárþing eystra | 09.06.2002 |
| Vestur-Landeyjahreppur   |                  | Rangárþing eystra     | Rangárþing eystra | 09.06.2002 |
| Fljótshlíðarhreppur      | Fljótshlíð       | Rangárþing eystra     | Rangárþing eystra | 09.06.2002 |
| Hvolhreppur              |                  | Rangárþing eystra     | Rangárþing eystra | 09.06.2002 |
| Biskupstungnahreppur     |                  | Bláskógabyggð         | Bláskógabyggð     | 09.06.2002 |
| Laugardalshreppur        |                  | Bláskógabyggð         | Bláskógabyggð     | 09.06.2002 |
| Þingvallahreppur         |                  | Bláskógabyggð         | Bláskógabyggð     | 09.06.2002 |
| Eyrarbakkahreppur        | Eyrarbakki       | Sveitarfélagið Árborg | Árborg            | 07.06.1998 |
| Sandvíkurhreppur         |                  | Sveitarfélagið Árborg | Árborg            | 07.06.1998 |
| Selfoss                  | Selfoss          | Sveitarfélagið Árborg | Árborg            | 07.06.1998 |
| Stokkseyrarhreppur       | Stokkseyri       | Sveitarfélagið Árborg | Árborg            | 07.06.1998 |

## Gemeinden-Teilungen
| ältere Gemeinde                    | ältere Gemeinde          | Datum                    | jüngere Gemeinden        | jüngere Gemeinden        |
| im Is-Wiki                         | im De-Wiki               | Datum                    | im Is-Wiki               | im De-Wiki               |
| Südwestisland / Suðurnes           | Südwestisland / Suðurnes | Südwestisland / Suðurnes | Südwestisland / Suðurnes | Südwestisland / Suðurnes |
| ---------------------------------- | ------------------------ | ------------------------ | ------------------------ | ------------------------ |
| Rosmhvalaneshreppur                |                          | 15.06.1908               | Gerðahreppur             |                          |
| Rosmhvalaneshreppur                | Keflavík                 | 15.06.1908               | Keflavík                 |                          |
| Westfjorde / Vestfirðir            |                          |                          |                          |                          |
| Bitruhreppur                       |                          | 19. Jahrh.               | Fellshreppur             |                          |
| Bitruhreppur                       | Óspakseyrarhreppur       | 19. Jahrh.               |                          |                          |
| Nordwestisland / Norðurland vestra |                          |                          |                          |                          |
| Vindhælishreppur                   |                          | 01.01.1939               | Vindhælishreppur         |                          |
| Vindhælishreppur                   | Skagahreppur             | 01.01.1939               |                          |                          |
| Ostisland / Austurland             |                          |                          |                          |                          |
| Tungu- og Fellnahreppur            |                          | 19. Jahrh.               | Fellahreppur             |                          |
| Tungu- og Fellnahreppur            | Tunguhreppur             | 19. Jahrh.               | Tunguhreppur             |                          |